# توني ريد
توني ريد (9 أبريل 1962 في باربادوس - ) (بالإنجليزية: Tony Reid)‏ هو لاعب كريكت أمريكي. شارك مع منتخب الولايات المتحدة الوطني للكريكت.